# Oštra Glavica
Oštra Glavica är ett berg i Montenegro. Det ligger i den centrala delen av landet, 50 km norr om huvudstaden Podgorica. Toppen på Oštra Glavica är 1 308 meter över havet.
Terrängen runt Oštra Glavica är huvudsakligen kuperad, men norrut är den bergig. Den högsta punkten i närheten är Troglavi, 1 653 meter över havet, 1,6 km norr om Oštra Glavica. Omgivningarna runt Oštra Glavica är en mosaik av jordbruksmark och naturlig växtlighet.